# Звєрев Митрофан Степанович
Митрофан Степанович Звєрев (рос. Митрофан Степанович Зверев; 3 (16) квітня 1903, Воронеж — 17 листопада 1991) — радянський астроном і астрометрист, член-кореспондент АН СРСР (1953).

## Життєпис
Родився у Воронежі. У 1931 закінчив Московський університет, в 1929 — Московську консерваторію. У 1931-1951 працював у Державному астрономічному інституті ім. П.К.Штернберга. Під час Німецько-радянської війни очолював службу часу цього інституту в Свердловську (нині Єкатеринбург), яка тоді виконувала всі основні функції із забезпечення країни і фронту точним часом. З 1948 — професор Московського університету, з 1951 працює в Пулковській обсерваторії (у 1951-1971 — заступник директора), одночасно читає лекції з астрономії в Ленінградському університеті (з 1970 — завідувач Кафедрою астрономії). 
Основні наукові праці присвячені фундаментальній астрометрії, службі часу, а також дослідженню змінних зірок. Звєрев — активний астроном-спостерігач. У 1921-1939 візуально спостерігав змінні зорі, спочатку з біноклем, а в 1930-ті роки — на 18-сантиметровому рефракторі ГАІШ. У 1932-1975 в Москві, Пулкові і Сантьяго (Чилі) брав участь в меридіанних спостереженнях зірок за колективними та міжнародними програмами. Розвиваючи ідеї, висловлені в 1930-х роках М.І.Днепровським і Б.П.Герасимовичем, очолив міжнародні роботи зі створення Каталога слабких зірок (КСЗ). Організував і був учасником астрономічних експедицій в Чилі (1962-1973) для спостережень зоряних положень у Південній півкулі. Склав низку зоряних каталогів, у тому числі Попередній фундаментальний каталог слабких зірок (спільно з Д.Д.Положенцевим). Запропонував проект нового меридіанного інструменту — фотографічного вертикального кола симетричної конструкції, на якому виконано визначення нахилів зірок з високою точністю. Детально розробив питання про облік впливу нахилу шарів рівної щільності повітря на астрономічну рефракцію. Проводить велику педагогічну, а також популяризаторську роботу. 
Голова астрометричні комісії Астрономічного ради АН СРСР (1951-1973), президент Комісії N 8 «Позиційна астрономія» Міжнародного астрономічного союзу (1952-1958), голова ленінградської обласної організації товариства «Знання» (1956-1975). 
Медаль ім. С.І.Вавілова товариства «Знання».
Ім'ям Звєрева названа мала планета (2323 Zverev), відкрита М.С.Черних 24 вересня 1976 року в Кримській астрофізичній обсерваторії.